# Estação Jaboatão
A Estação Jaboatão é uma das estações do Metrô do Recife, situada em Jaboatão dos Guararapes, ao lado da Estação Engenho Velho. É uma das estações terminais da Linha Centro do Metrô do Recife. Foi inaugurada em 20 de agosto de 1987.

## Terminal Integrado (SEI)
A estação faz integração temporal com 14 linhas de ônibus.
- 200 - TI Jaboatão (Parador) (Empresa Metropolitana)
- 201 - Moreno / TI Jaboatão (Borborema Imperial)
- 208 - N.S. da Conceição / TI Jaboatão (Borborema Imperial)
- 219 - TI TIP / TI Jaboatão (Sancho) (Borborema Imperial)
- 220 - TI Cavaleiro / TI Jaboatão (Empresa Metropolitana)
- 250 - Santo Aleixo / TI Jaboatão (Luz) (Empresa Metropolitana)
- 251 - Santo Aleixo / TI Jaboatão (Rios) (Empresa Metropolitana)
- 252 - Vila Rica / TI Jaboatão (Empresa Metropolitana)
- 261 - Vila Piedade / TI Jaboatão (Empresa Metropolitana)
- 262 - Malvinas / TI Jaboatão (Empresa Metropolitana)
- 272 - Colônia / TI Jaboatão (Empresa Metropolitana)
- 274 - Lote 56 / TI Jaboatão (Empresa Metropolitana)
- 290 - Bonança / Jaboatão (Borborema Imperial)
- 291 - Moreno / TI Jaboatão (Via Recife Outlet) (Borborema Imperial)